# Ostrov u Chroustovic

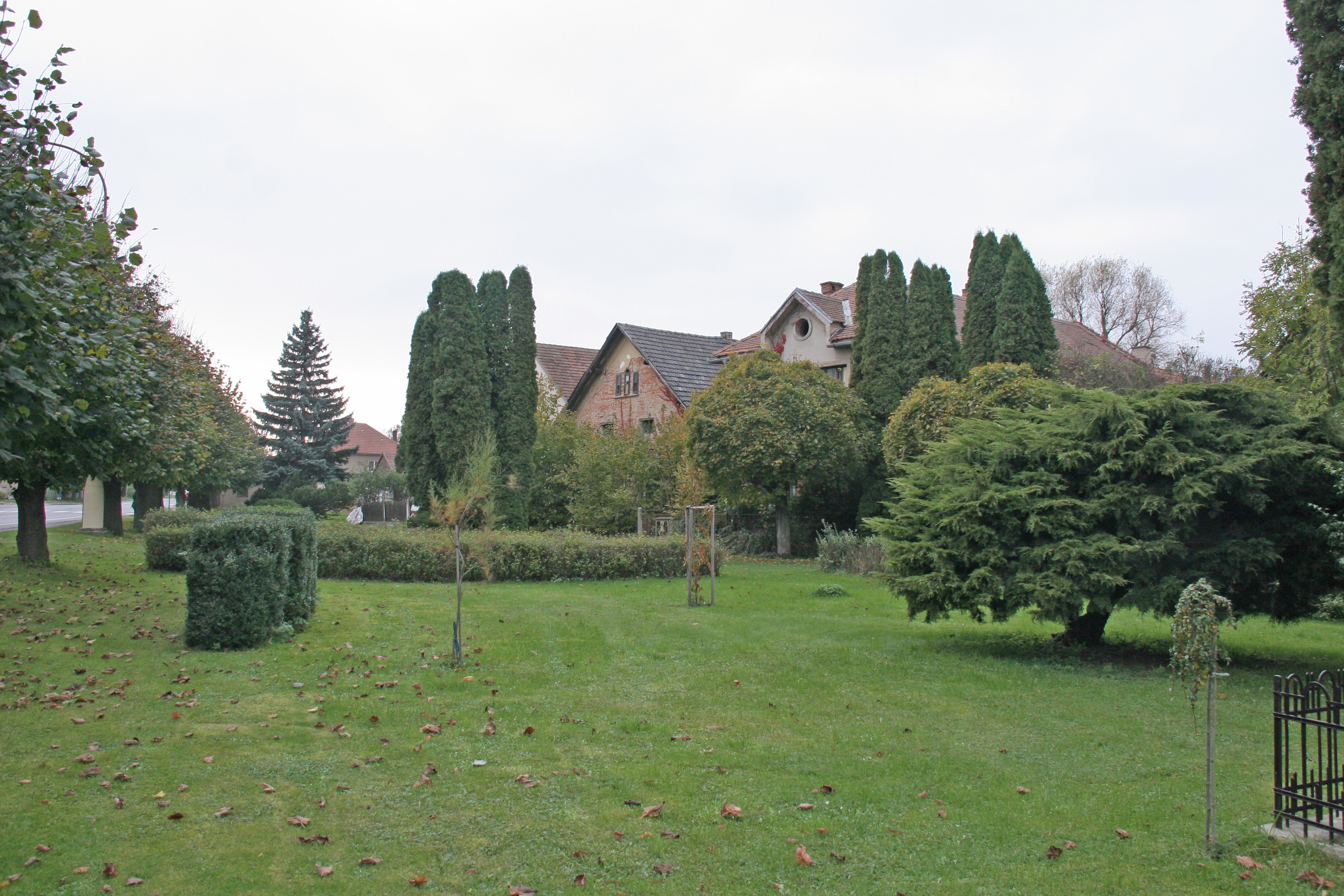
Dorfplatz

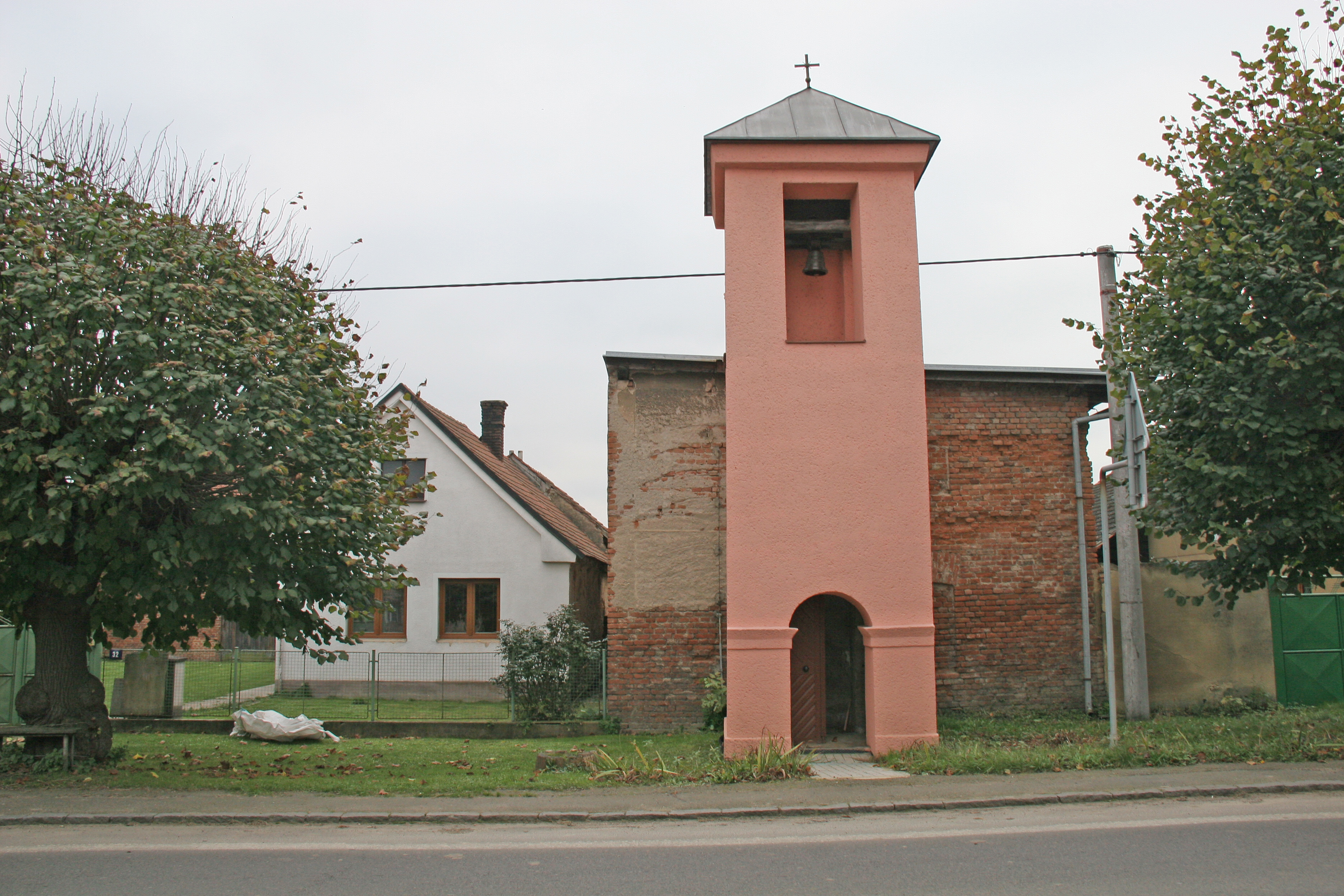
Glockenturm

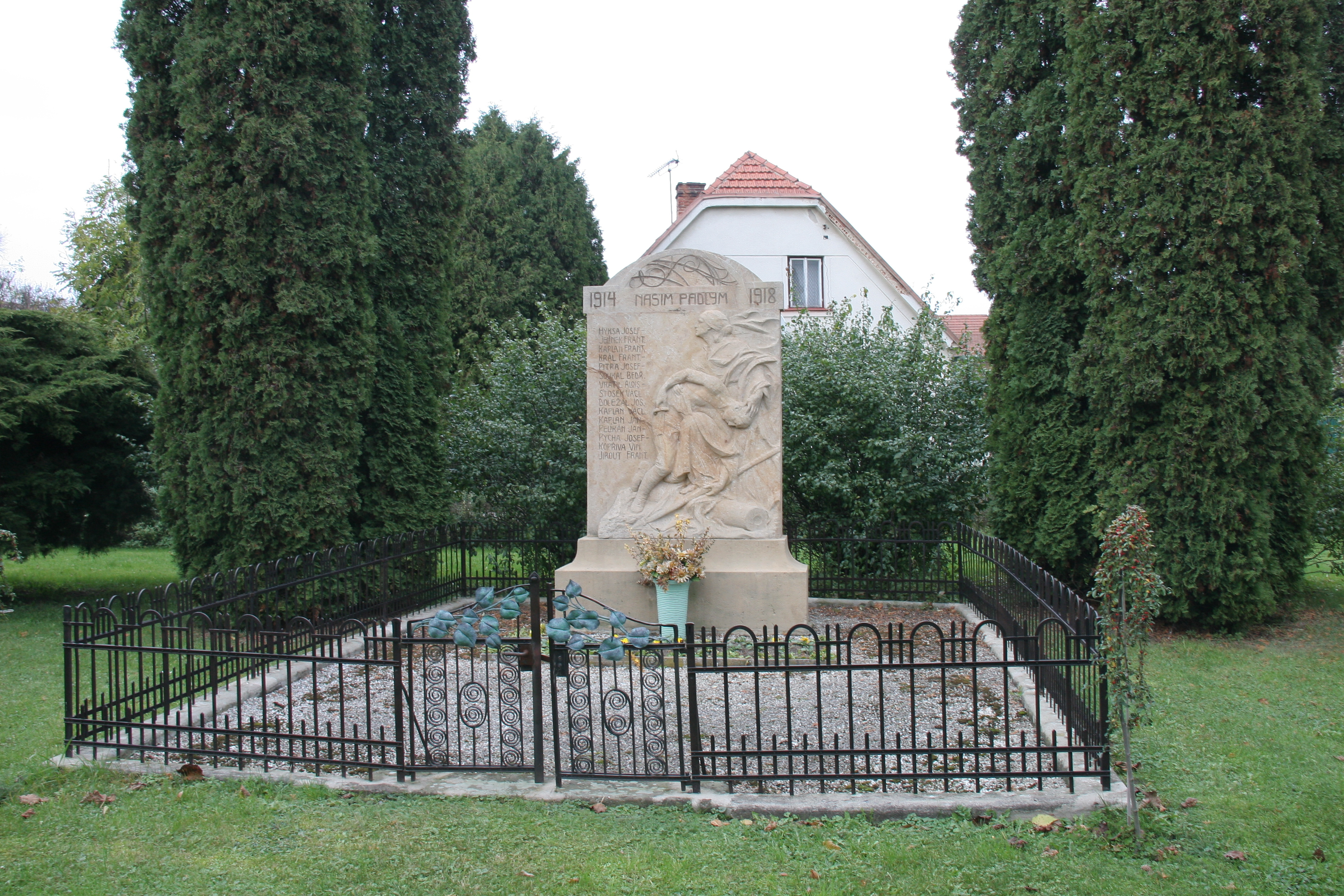
Gedenkstein für die Gefallenen des Ersten Weltkrieges

Ostrov (deutsch Wostrow, 1939–45 Wostrau) ist eine Gemeinde in Tschechien. Sie liegt neun Kilometer nordwestlich von Vysoké Mýto und gehört zum Okres Chrudim.

## Geographie
Ostrov befindet sich zwischen den Flussläufen der Loučná und Novohradka auf der Hrochotýnecká tabule (Hrochow-Teinitzer Tafel); das Dorf selbst wird vom Bach Ostrovský potok durchflossen. Durch Ostrov führt die Staatsstraße I/17 zwischen Hrochův Týnec und Zámrsk. Nördlich des Dorfes verläuft die Bahnstrecke Česká Třebová–Praha.
Nachbarorte sind Trusnov und Opočno im Norden, Sedlíšťka und Radhošť im Nordosten, Stradouň im Osten, Vinary, Bětník und Mravín im Südosten, Mentour, Poděčely und Beziny im Süden, Chroustovice und Holešovice im Südwesten, Městec im Westen sowie Turov im Nordwesten.

## Geschichte
Funde von Brandgräbern aus der Zeit der Lausitzer Kultur belegen eine frühzeitliche Besiedlung der Gegend. 
Die erste urkundliche Erwähnung von Ostrov erfolgte 1318 als Sitz von Řehněř und Pešek von Ostrov. Zu den nachfolgenden Besitzern der Wasserfeste Ostrov gehörten im Jahre 1395 Bohuněk von Ostrov und um 1439 Jan Talafús von Ostrov. Im Jahre 1493 erlosch das Gut Ostrov und wurde der Herrschaft Košumberk einverleibt. Später wurde Ostrov Teil der Herrschaft Chroustovice. 1783 ließ der Grundherr, Philipp Graf Kinsky in Ostrov eine Schule erbauen.
Im Jahre 1835 umfasste das im Chrudimer Kreis an der Chrudimer Poststraße bei den Teichen Kovárný und Pěchaček gelegene Dorf Wostrow aus 53 Häusern, in denen 296 Personen, darunter 11 protestantische Familien, lebten. Im Ort gab es eine Schule, einen Meierhof, einen Fasangarten mit Jägerhaus sowie ein Einkehrhaus. Katholischer Pfarrort war Chraustowitz. Bis zur Mitte des 19. Jahrhunderts blieb Wostrow der Allodialherrschaft Chraustowitz untertänig.
Nach der Aufhebung der Patrimonialherrschaften bildete Vostrov ab 1849 eine Gemeinde im Gerichtsbezirk Hohenmauth. Ab 1868 gehörte die Gemeinde zum politischen Bezirk Hohenmauth. 1869 hatte Vostrov 353 Einwohner und bestand aus 56 Häusern. Seit dem Beginn des 20. Jahrhunderts wird Ostrov als Ortsname verwendet. 
Im Jahre 1900 lebten in Ostrov 355 Personen, 1910 waren es 373. 1930 hatte das Dorf 322 Einwohner. Seit 1961 gehört die Gemeinde zum Okres Chrudim. Am 1. Juli 1985 wurde Ostrov nach Stradouň eingemeindet. Seit Beginn des Jahres 1992 besteht die Gemeinde Ostrov wieder. Beim Zensus von 2001 lebten in den 69 Häusern von Ostrov 181 Personen.

## Gemeindegliederung
Für die Gemeinde Ostrov sind keine Ortsteile ausgewiesen.

## Sehenswürdigkeiten
- Sühnekreuz auf dem Dorfplatz, das Alter des Doppelkreuzes wird auf ca. 900 Jahre geschätzt
- Glockenturm
- Wüste Wasserfeste beim oberen Teich am südöstlichen Ortsrand, von dem wahrscheinlich hölzernen Bau ist nichts mehr sichtbar. Gefunden wurden alte Hufeisen sowie ein zerbrochenes Relief, das die Drachentötung des hl. Georg zeigt und wahrscheinlich von einem Pferdegeschirr stammt.
- Gedenkstein für die Gefallenen des Ersten Weltkrieges

## Söhne und Töchter der Gemeinde
- Jan Talafús von Ostrov (um 1410–1475), Hauptmann der Bratříci, er gehörte zu den bedeutendsten Heerführern der Posthussitenzeit, seine Persönlichkeit wurde mehrfach literarisch verarbeitet